# Frederik Christian Olsen
Frederik Christian Olsen, född den 23 april 1802 i Köpenhamn, död där den 24 oktober 1874, var en dansk skolman och litteraturhistoriker. 
Efter att 17 år gammal ha blivit student ägnade sig Olsen åt filologin, inom vilket ämnsområde han tre år senare vann universitetets guldmedalj. År 1827 avlade han filologisk ämbetsexamen och trädde året efter i statsskolans tjänst, där han med anställning i Köpenhamn, Helsingör och Viborg regelmässigt avancerade från adjunkt till rektor (1844), en post som han beklädde till 1866, då han av hälsoskäl drog sig tillbaka.
Olsen var knappast någon betydande pedagog, men en mycket litterärt intresserad man. Detta kommer till uttryck i bland annat hans avhandling om Digteren Johannes Ewalds Liv og Forholde (1835) och hans förträffliga biografi över ungdomsvännen Poul Martin Møller (i 3:e bandet av Efterladte Skrifter 1843, också upptryckt i de följande upplagorna). År 1838 blev Olsen ordförande för Trykkefrihedsselskabet och 1839—1841 var han redaktör för Dansk Folketidende.